# Rund (Magazin)
RUND – Das Fußballmagazin war ein deutsches Fußballmagazin. Es erschien zwischen August 2005 und April 2007 monatlich.
Die Ausgabe 05/2007, welche am 18. April erscheinen sollte, wurde bis Ende April nicht herausgegeben. Als Grund wurden technische Probleme angegeben. Ende des gleichen Monats gab der Olympia-Verlag, welcher u. a. auch das Kicker-Sportmagazin verlegte, bekannt, die Ausgabe nicht mehr herauszugeben und das Magazin einzustellen. Anstatt der erhofften 50.000 Exemplare wurden nur durchschnittlich 25.000 Stück verkauft. Unter Geschäftsführer Matthias Greulich war das Magazin auf der Suche nach einem neuen Verlag. Da dies erfolglos blieb, gab die ehemalige Redaktion im August 2007 bekannt, dass RUND nun endgültig eingestellt und lediglich als Onlineportal weitergeführt werde.
Außer RUND gibt es auch aus anderen Verlagen deutschsprachige Zeitschriften, die sich dem Phänomen Fußball intellektuell nähern: 11 Freunde, Der tödliche Pass, ballesterer, Zwölf und Null Acht.